# Rappresaglia
Nel diritto internazionale, s'intende per rappresaglia un'azione di autotutela effettuata da uno Stato contro un altro Stato, in risposta a un precedente atto illecito commesso dal secondo contro il primo.
Nel linguaggio comune viene inoltre definita rappresaglia un'azione militare punitiva caratterizzata da inumanità e da violenza indiscriminata, posta in essere da una forza occupante ai danni della popolazione civile della regione occupata. In quest'ultima accezione, la rappresaglia è vietata dal diritto internazionale.

## Storia ed estensione del concetto
Il termine deriva dal latino medievale represalia, che indicava il diritto di riprendersi con la forza quanto bastasse a risarcire di un danno patito. Nel diritto internazionale, sin dal XVII secolo designa un'azione di autotutela effettuata da uno Stato contro un altro Stato, in risposta a un precedente atto che si assume illecito commesso dal secondo contro il primo. Il concetto di rappresaglia va distinto da quello di ritorsione, utilizzato anche in altre branche del diritto.

## Condizioni di legittimità
Le condizioni che devono necessariamente e congiuntamente sussistere affinché l'odierno diritto bellico, consuetudinario e pattizio, consideri legittima la rappresaglia sono le seguenti:
1. La rappresaglia deve aver luogo come rapporto fra Stati belligeranti: ossia, la responsabilità dell'atto illecito che genera la rappresaglia dev'essere imputabile allo Stato autore dell'illecito (e non ai suoi cittadini incolpevoli); inoltre l'esercizio della rappresaglia spetta direttamente allo Stato i cui diritti siano stati violati dall'atto illecito di cui sopra[4].
2. È necessario che l'atto, che ha causato la rappresaglia, sia considerato illecito ai sensi del diritto internazionale bellico; fra gli atti considerati illeciti vi sono quelli menzionati nel Protocollo aggiuntivo alle Convenzioni di Ginevra del 12 agosto 1949, che fornisce dei chiarimenti su quali siano i «mezzi e modi vietati dalla legge o dalle convenzioni internazionali, o comunque contrari all'onore militare»[5].
3. Prima che la rappresaglia possa essere effettuata, è necessario che lo Stato leso abbia accertato chi siano i colpevoli dell'illecito, o almeno che abbia indagato per tentare di scoprirlo[6].
4. Infine è necessario che l'entità della rappresaglia sia strettamente proporzionata all'offesa, in modo che il danno inflitto mediante la rappresaglia medesima rimanga negli esatti limiti del danno precedentemente subìto dallo Stato che la pone in essere[7].

Altri Protocolli (adottati a Ginevra in data 8 giugno 1977 e aperti alla firma da parte dei vari Stati il 12 dicembre 1977) hanno nuovamente statuito l'assoluto divieto della rappresaglia e di ogni forma di repressione collettiva contro la popolazione civile; detti protocolli sono stati ratificati dallo Stato italiano con la legge 11 dicembre 1985, n. 762.

## Storia

### Antichità e Medioevo
- Nel mondo greco era consuetudine rivalersi sui beni o sulla persona del debitore straniero, con la possibilità tuttavia di stipulare accordi in senso contrario[2].
- Nel mondo romano la rappresaglia era utilizzata come forma punitiva contro le comunità straniere che non assolvevano i loro impegni verso Roma[2].
- Nel Medioevo la rappresaglia era quell'istituto giuridico mediante il quale il creditore poteva esperire, nei confronti del debitore straniero inadempiente, la concessione di "lettere di rappresaglia", ossia uno strumento con il quale poteva agire nei confronti di esso, del suo comune di appartenenza o dei suoi concittadini, fino all'adempimento delle pretese. In città come Bologna venne in essere la figura del magistrato definito "ambasciatore delle rappresaglie", incaricato di recarsi a richiedere i risarcimenti richiesti da un cittadino avverso il debitore residente in altro luogo[2].

### Epoca moderna e contemporanea

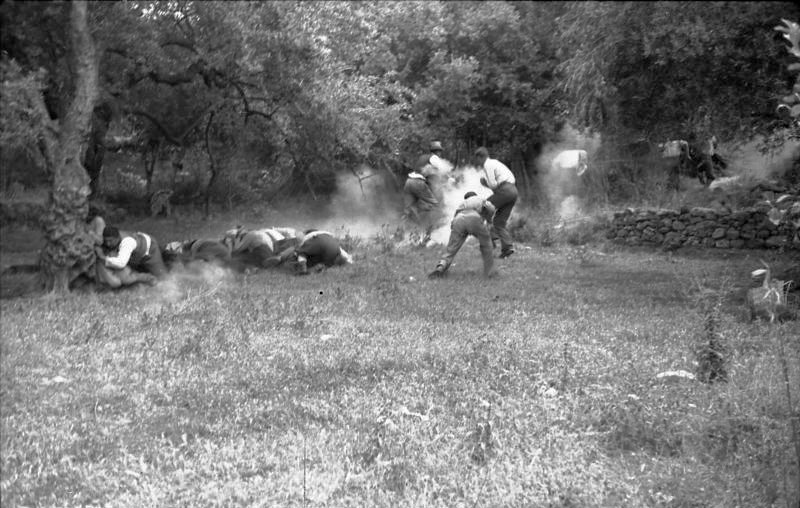
Fucilazione per rappresaglia di alcuni civili cretesi, da parte di paracadutisti tedeschi, durante la battaglia di Creta

- Nel 1828 nel salernitano il paese di Bosco, i cui abitanti avevano attivamente partecipato ai moti del Cilento, venne raso al suolo ed incendiato, come rappresaglia, dal generale borbonico Francesco Saverio del Carretto[9].
- Durante il risorgimento, nel corso della repressione del brigantaggio, vi furono azioni di rappresaglia attuate dall'esercito italiano, delle quali una delle più note fu il massacro di Pontelandolfo e Casalduni per ritorsione contro l'uccisione di propri militari catturati, che all'epoca destarono polemiche da parte di parlamentari del Regno d'Italia ed anche di commentatori europei [10].
- La disputa di Naulila tra Portogallo e Germania, nell'ottobre del 1914, ebbe luogo dopo che tre tedeschi furono erroneamente uccisi al confine dell'allora colonia portoghese dell'Angola: la Germania effettuò un raid militare su Naulila, distruggendo varie proprietà per rappresaglia[11].
- L'Italia reagì alla crisi di Corfù bombardando dal mare il 29 agosto 1923 il forte dell'isola greca, uccidendone una decina di occupanti (che, invece di militari, erano profughi greci, espulsi dall'Anatolia).
- Durante la seconda guerra mondiale le truppe occupanti naziste hanno fatto sistematico ricorso ad eccidi indiscriminati e illegittimi di civili: innumerevoli sono state le esecuzioni sommarie avverso le popolazioni civili, in Italia[12], in Francia[13], in Cecoslovacchia[14] ed altrove nell'Europa occupata.